# 周氏 (東晉孟昶妻)
周氏（?—?），孟昶之妻，东晋時期女性人物。孟昶弟孟顗妻又是她的从妹，二家都有很多财产。
周氏睿智有鉴别能力。桓玄看重孟昶、劉邁诋毁孟昶，孟昶知道后，深深感到怨恨失意。刘裕准备反桓玄，与孟昶共谋起兵，孟昶想要尽散财物以供军粮，周氏不是寻常妇人，可以讨论大事，孟昶对她说：“刘迈在桓玄面前诋毁我，就是一生沦落，我也决定作反对他了。卿可以和我早离婚，日后我如果富贵，再来迎你不晚。“周氏说：“夫君父母在堂，想要建立非常之谋，不是妇人能劝谏的！大事不成，我当在奚官中奉养公婆，没有回娘家的想法。”孟昶悲伤了很久，站起来要走。周氏追孟昶回来坐下，说：“看君的举动，并不是和我商量，不过想要得到财物。”当时她的亲生女抱在怀中，给孟昶看：“女儿如果可卖钱，也不当可惜，何况资财！”于是倾家财以助，假托是他用。准备举事时，周氏对孟顗之妻说：“前些日子做了个噩梦，门内应该洗涤沐浴驱除不祥，不应该有红色，我当都收起来作七日藏厌。“孟顗之妻相信了，所有红色的东西都收起来给周氏。周氏置于帐中，把绵去掉，红布给了孟昶，于是得数十人被服鲜艳，都是周氏做出来的，只是家人不知道。